# Christie Dawes
Christie Dawes, nata Skelton (Newcastle, 3 maggio 1980), è un'atleta paralimpica australiana, vincitrice di tre medaglie nell'atletica leggera in sette Paralimpiadi dal 1996 al 2021.

## Biografia
Sin da giovane Christie Dawes è stata molto interessata all'atletica. All'età di 10 anni sopravvisse ad un terribile incidente d'auto, ma rimase paraplegica. Christie continuò comunque la sua carriera nell'atletica, intraprendendo contemporaneamente la carriera di insegnante di scuola elementare. È sposata con il suo allenatore Andrew Dawes con cui ha un figlio nato nel 2011.

## Carriera
Nel 1996 Dawes gareggiò alle Paralimpiadi di Atlanta, dove le venne assegnato il premio Giovane Paralimpico dell'anno. Tre anni dopo vinse una medaglia di bronzo nella Peachtree Road Race, una corsa americana di 10 chilometri che si tiene ogni anno ad Atlanta. Nel 2000 prese parte alle Paralimpiadi di Sydney.
Durante le Paralimpiadi del 2004 ad Atene ha preso parte alle gare di 800 m, 1500 me 5000 m e nella maratona ed ha anche gareggiato nella gara dimostrativa su sedia a rotelle da 800 m.
Ha partecipato ai XVIII Giochi del Commonwealth di Melbourne del 2006, arrivando quinta negli 800 m T54 femminili.
Dawes partecipò alle Paralimpiadi estive del 2008 a Pechino e fu una dei numerosi concorrenti coinvolti in un incidente durante la finale dell'evento femminile su sedia a rotelle T54 da 5000 m, finendo sesta nonostante una ruota anteriore rotta. La gara fu ripetuta e Dawes si espresse contro il trattamento riservato all'atleta canadese Diane Roy, a cui era stata assegnata la medaglia d'oro nell'evento, solo per vederla ripresa e sostituita con una medaglia d'argento quando arrivò seconda nella gara ripetuta e valevole per l'assegnazione delle medaglie. Durante questi giochi Dawes vinse una medaglia d'argento nella gara femminile 4x100 m T53/54.
Pochi mesi dopo i giochi di Pechino, arrivò terza alla Maratona di New York. Nel gennaio 2009 vinse la corsa su strada in sedia a rotelle di 10 km dell'Oz Day in Australia e nel febbraio 2010 vinse i campionati mondiali di corsa su strada su sedia a rotelle di 10 km negli Emirati Arabi Uniti.
Dopo aver dato alla luce suo figlio nel febbraio 2011, vinse tre medaglie di bronzo in competizioni nazionali di quell'anno e una medaglia d'argento nella maratona di Chicago ed si classificò quarta nella maratona di New York City. Alle Paralimpiadi estive del 2012 di Londra, Dawes prese parte nella classe T54 degli eventi degli 800 m, 1500 m, 5000 m e alla maratona, vincendo una medaglia di bronzo nei 5000 m  e arrivando sesta nella maratona.
Partecipò ai Giochi del Commonwealth di Glasgow del 2014 arrivando quarta nei 1500 m classe T54.
Alle Paralimpiadi estive del 2016 di Rio de Janeiro gareggiò in quattro eventi. Christie, Angie Ballard, Madison de Rozario e Jemima Moore si classificarono terze nella staffetta 4×400 m, ma vennero squalificate. Dopo essersi appellate con successo contro tale decisione, vennero reintegrate nella classifica aggiudicandosi il 2º posto.
Dawes prese parte alle Paralimpiadi estive del 2030 di Tokyo tenutesi nel 2021, arrivando 8ª nella maratona T54.
Ai Giochi del Commonwealth del 2022 arrivò quinta nella maratona femminile T54.

## Palmarès
Categorie T53, T54
- Giochi Paralimpici

Paralimpiadi estive del 2016 di Rio de Janeiro: argento nella staffetta 4x400m classe T53/54
Paralimpiadi estive del 2008 a Pechino: argento nella staffetta 4x400m classe T53/54
Paralimpiadi estive del 2012 di Londra: bronzo nei 5000 m piani classe T54
- Campionati mondiali IPC

Birmingham	1998: oro nella staffetta 4x100m classe T54/55
Birmingham 1998: oro nella staffetta 4x400m classe T54/55